# Émile Thellier
Émile Thellier (Monts-en-Ternois (Pas-de-Calais), 11 de fevereiro de 1904 — Paris, 11 de maio de 1987) foi um geofísico, pioneiro no estudo do magnetismo das rochas e do paleomagnetismo.

## Biografia
Após os estudos na École normale superieure de Saint-Cloud, que frequentou de 1924 a 1926, lecionou como professor primário na École primaire supérieure de Bourges. Apesar de uma pesada carga horária de 21 h semanais, trabalhou naquela escola de 1927 a 1930, tendo neste período concluído com sucesso a licenciatura em Ciências Físicas (License ès‐sciences physiques) da Sorbonne, na Faculdade de Ciências da Universidade de Paris (Faculté des Sciences de Paris).
Terminada a licenciatura passou a trabalhar como assistente naquela Faculdade, instituição onde passaria o restante de sua carreira. O seu excelente desempenho levou a que os seus professores o incentivassem a seguir uma carreira de investigação científica. Na Sorbonne, no laboratório do professor Charles Maurain (1871–1967), obteve em 1931 o Diplôme d'Études Supérieures, estudando o magnetismo de materiais cerâmicos de argila cozida a altas temperaturas contendo partículas finas de magnetite e hematite. Obteve no ano seguinte (1932) o grau de agregado em Ciências Físicas (agrégation de Sciences physiques).
A sua investigação foi a continuação de trabalhos anteriores sobre o magnetismo de minerais submetidos a altas temperaturas. Desde os estudos de Bernard Brunhes (1906) sabia-se que as rochas vulcânicas registavam a direção do campo magnético da Terra no momento de sua solidificação. Thellier estudou esse comportamento dos minerais mais de perto no laboratório de Charles Maurain na Sorbonne e descobriu as leis da magnetização termomanente (TRM). Para tal, teve que desenvolver magnetómetros muito precisos. Independentemente de Thellier, o TRM também foi estudado por Takeshi Nagata no Japão.
Em 1938 recebeu o doutoramento apresentando uma dissertação sobre a remanência da magnetização em minerais sujeitos a altas temperaturas. Passou então a trabalhar no Instituto de Física do Globo (Institut de Physique du Globe), em Paris, onde se tornou maître des conférences em 1945 e professor em 1948. De 1954 a 1966 foi diretor daquele instituto. Em 1967 transferiu-se para o Observatório do Parc Saint-Maur (hoje o Observatoire de Saint-Maur-des-Fossés), no subúrbio parisiense de Saint-Maur-des-Fossés, e estabeleceu ali o Laboratório de Geomagnetismo do CNRS.
Foi casado com a professora Odette Thellier, da mesma faculdade, com a qual desenvolveu trabalho científico, incluindo o desenvolvimento do método de Thellier-Thellier.
Em 1957 foi feito oficial da Legião de Honra e em 1967 foi eleito para a Académie des sciences.

## Publicações
Entre muitas outras, é autor das seguintes publicações:
- Sur l’aimantation des terres cuites et ses applications géophysiques,  Annales de l’Institut de Physique du Globe, Université de Paris, vol. 16: 1938, pp. 157–302 (dissertação)
- Sur les propriétés de l’aimantation thermorémanente des terres cuites. Comptes rendus de l’Académie des sciences (Paris), vol. 213, 1941, pp. 1019–1022.
- mit O. Thellier: Sur les variations thermiques de l’aimantation thermorémanente des terres cuites. Comptes rendus de l’Académie des sciences (Paris), vol. 213, 1941, pp. 59–61.
- Sur la thermorémanence et la théorie du métamagnétisme. Comptes rendus de l’Académie des sciences (Paris), vol. 223, 1946, pp. 319–321.
- com Juliette Roquet: Sur des lois numériques simples, relatives à l’aimantation thermorémanente du sesquioxyde de fer rhomboédrique. Comptes rendus de l’Académie des sciences (Paris), vol. 222, 1946, pp. 1288–1290.
- com Francine Rimbert: Sur l’analyse d’aimantations fossiles par action de champs magnétiques alternatifs. Comptes rendus de l’Académie des sciences (Paris), vol. 239, 1954, pp. 1399–1401.
- Propriétés magnétiques des terres cuites et des roches. Journal de Physique et le Radium, vol. 12, 1951, pp. 205–218.
- com Odette Thellier:  Sur l’intensité du champ magnétique terrestre dans le passé historique et géologique, Annales Géophysique, vol 15, 1959, pp. 285–376.